# Equus Survival Trust
L'Equus Survival Trust est une organisation américaine à but non lucratif dédiée aux efforts de conservation pour plus de 25 races de chevaux menacées d'extinction. Il est destiné à préserver la diversité génétique et les caractères morphologiques traditionnels de races équines historiques, y compris les poneys et les ânes. Elle est la seule organisation de conservation au monde à s'être spécialisée dans les équidés.
Cette organisation s'adresse prioritairement aux éleveurs de chevaux d'Amérique du Nord.